# Schiller Marmorek
Schiller Jakob Saul Marmorek (* 10. November 1878 in Wien, Österreich-Ungarn; † 2. Dezember 1943 in New York City) war ein österreichischer Jurist und Schriftsteller.

## Leben
Schiller Jakob Saul Marmorek wurde als Sohn des Arztes und Militärarztes Josef und der Friederike Marmorek (geb. Jakobsohn) geboren. Seinen Vornamen hat er der Tatsache zu verdanken, dass er am Geburtstag von Friedrich Schiller geboren wurde. Er war das jüngste von vier Geschwistern. Sein ältester Bruder war der Architekt Oskar Marmorek, ein weiterer Bruder der Arzt und Bakteriologe Alexander Marmorek. Beide Brüder standen Theodor Herzl nah und waren überzeugte Zionisten.
Nach dem Gymnasium ging er zum Studium der Rechtswissenschaften nach Paris an der Sorbonne. In Paris arbeitete schon seit Jahren Alexander Marmorek am Institut Pasteur. 1914 wurde er Dr. jur., hatte sich nebenbei aber auch mit der Französischen Revolution beschäftigt und sich für Literaturgeschichte interessiert. Er heiratete die Mittelschullehrerin Hilde Hoffmann. Diese wird 1934 die Geliebte von Otto Bauer sein und 1945 den sozialdemokratischen Publizisten Jacques Hannak heiraten.
Nach Wien zurückgekehrt wurde er Redakteur der Arbeiter-Zeitung, wo er Artikel über geschichtliche und literarische Themen und Theaterkritiken veröffentlichte. 1925 erschien sein Roman Der große Mann in Fortsetzungen in der Arbeiter-Zeitung. Er übersetzte Werke von George Soulié de Morant und Georges Clemenceau. 1927 wurde er Redakteur von Das Kleine Blatt unter Julius Braunthal. Gemeinsam mit Fritz Brügel, Otto Erich Deutsch und Leopold Liegler gab er 1930 die Vierteljahreszeitschrift Die Freyung heraus. 1933 wurde er Vorstandsmitglied der Vereinigung sozialistischer Schriftsteller.
Nach dem Februar 1934 war er am Aufbau der Widerstandsorganisation Revolutionäre Sozialisten (RS) beteiligt und neben Jacques Hannak, Oscar Pollak und Otto Leichter Mitglied des „Schattenkomitees“. Im Spätherbst 1934 flüchtete er nach Brno. Unter dem Pseudonym Peter Roberts schrieb er für Zeitschriften der exilierten Sozialdemokratischen Arbeiterpartei. 1938 emigrierte er nach Paris, wo er in der Auslandsvertretung der österreichischen Sozialisten aktiv war. 1940 flüchtete er mit einem von Josef Buttinger organisierten Visum über Spanien und Portugal in die USA, wo er am 12. September 1940 ankam. Ab Februar 1942 war er in New York Mitglied des Austrian Labor Committee und publizierte in der Austrian Labor Information.
Er starb Anfang Dezember 1943 an einem Herzinfarkt. Bei der Trauerfeier am 5. Dezember in New York City sprachen Fritz Adler und Otto Leichter.

## Werke
- Der große Mann. Roman in Fortsetzungen. In: Arbeiter-Zeitung, ab 30. August 1925

## Übersetzungen
- Georges Clemenceau: Jüdische Gestalten, Wien 1925
- George Soulié de Morant: Der chinesische Dekameron, Wien 1925